# Уррусменди, Хосе
Хосе Эусебио Уррусменди Айкагер (исп. José Eusebio Urruzmendi Aycaguer; род. 25 августа 1944, Монтевидео) — уругвайский футболист, выступавший на позиции нападающего.

## Биография
Во время выступления в футбольном клубе «Насьональ» принял участие вместе со сборной Уругвая в финальной стадии чемпионата мира 1966 года, где Уругвай дошёл до финала. Уррусменди, хоть и был вызван в сборную, не сыграл ни в одном матче. Через год он принял участие в Кубке Америки 1967 года. Уругвай выиграл чемпионат Южной Америки, а Уррусменди сыграл во всех пяти матчах: с Боливией, Венесуэлой (забил 2 гола), Чили, Парагваем (забил 1 гол) и Аргентиной.
Вместе с «Насьоналем» Уррусменди дважды доходил до финала Кубка Либертадорес, где оба раза его команда потерпела поражение от клубов из Аргентины. В первый раз в финале Кубка Либертадорес в 1964 году он проиграл «Индепендьенте» из Буэнос-Айреса, а в финале Кубка Либертадорес 1967 года после трёх матчей пришлось признать превосходство «Расинга».
Со 2 мая 1965 года по 1 июля 1967 года Уррусменди сыграл за сборную Уругвая в 21 матче и забил 8 голов.
После окончания карьеры футболиста работал как тренер. В Гондурасе он тренировал клуб из второго дивизиона «Крус Асуль» в городе Сан-Хосе-де-Колинас, в Уругвае работал с такими клубами, как «Платенсе Монтевидео» и «Расинг Монтевидео».